# Villa d'Este
Pour les articles homonymes, voir Villa d'Este (homonymie).
La villa d'Este (se prononce «Villa d'èsté»), située dans la ville de Tivoli, près de Rome, est un chef-d'œuvre de l'architecture italienne et de l'aménagement de jardins. Par sa conception novatrice et l'ingéniosité des ouvrages architecturaux de son jardin (fontaines, bassins, etc.), c'est un exemple incomparable de jardin italien du XVIe siècle – un des premiers « giardini delle meraviglie » (jardin des merveilles) –, qui a exercé par la suite une très grande influence sur les créations paysagères en Europe. Elle fait partie du patrimoine mondial de l'UNESCO depuis 2002.

## Historique

### Construction

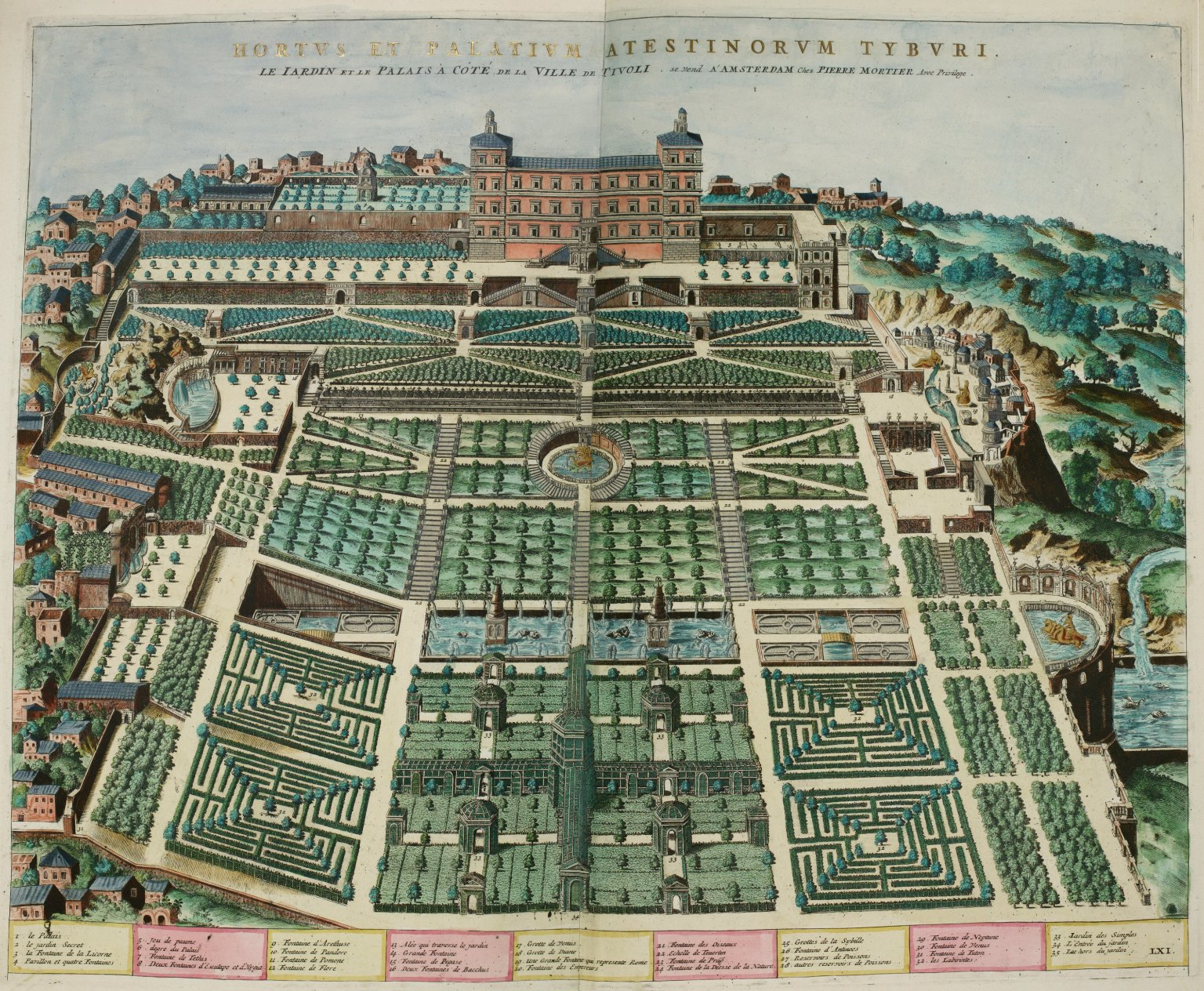
Plan historique de la villa par Étienne Dupérac (ca. 1570) qui constitue un des deux seuls documents d'époque.

La Villa d'Este est commandée par le cardinal Hippolyte d'Este, nommé gouverneur de Tivoli par le pape Jules III. N'ayant pu devenir pape lui-même, il fait construire la villa pour montrer sa magnificence et son pouvoir. Du 9 septembre 1550 à sa mort en 1572, il conçoit, à la place de l'ancien couvent de Sainte-Marie Majeure, une résidence entourée de jardins en terrasses, dans le plus pur style maniériste. Le peintre des décorations intérieures est Livio Agresti de Forlì.
Le cardinal s'inspire de la villa d'Hadrien toute proche – l'un des palais de l'empereur Hadrien –, pillant une grande quantité du marbre qui s'y trouvait pour les besoins de la construction de la villa d'Este. Il reprend les techniques d'approvisionnement en eau des anciens Romains pour alimenter les multiples fontaines des jardins. 

### Période baroque
La poésie, la peinture et la musique ont célébré la villa d'Este. Franz Liszt, qui y fut l'invité du cardinal Gustav Hohenlohe, la prit pour thème de ses pièces pour piano Les Jeux d'eaux à la Villa d'Este ou Les Cyprès à la Villa d'Este.
Durant la Première Guerre mondiale, l'Italie, qui combat contre l'Empire austro-hongrois, réquisitionne, par l'intermédiaire de la municipalité le 7 janvier 1916, la villa qui appartient à la suite des successions de la maison d'Este vers la famille Hohenlohe-Schillingsfürst à la couronne d'Autriche et la transforme en lieu de garnison pour ses troupes. La villa sera dès lors propriété nationale.

Tivoli, les jardins de la Villa d'Este
Camille Corot, 1843
Musée du Louvre, Paris

En 2001, la villa d'Este et ses jardins ont été inscrits sur la liste du patrimoine mondial de l'UNESCO. L'organisme donne quatre raisons pour justifier cette décision :
- « La Villa d'Este est l'une des illustrations les plus exceptionnelles de la culture de la Renaissance à son apogée. »
- « Les jardins de la Villa d'Este ont eu une profonde influence sur le développement du paysagisme dans toute l'Europe. »
- « Les jardins de la Villa d'Este reflètent de façon remarquable les principes de la Renaissance en matière de conception et d'esthétique. »
- Les jardins de la Villa d'Este figurent parmi les premiers et les plus beaux des giardini delle meraviglie et symbolisent l'épanouissement de la culture de la renaissance.»

## Architecture

### Palais
La villa d'Este est accessible par une porte, semblable à celle de n'importe quel couvent du XVe siècle, située au 5 Piazza Trento à Tivoli. Cette modeste entrée donne sur une vaste cour intérieure qui permet d'accéder, à droite, à la chapelle et, au fond, à un palais non visible depuis la voie publique. La villa d'Este est construite au sommet d'une colline. Une partie de la résidence de même que ses jardins sont donc situés plus bas que le niveau de la Piazza Trento.

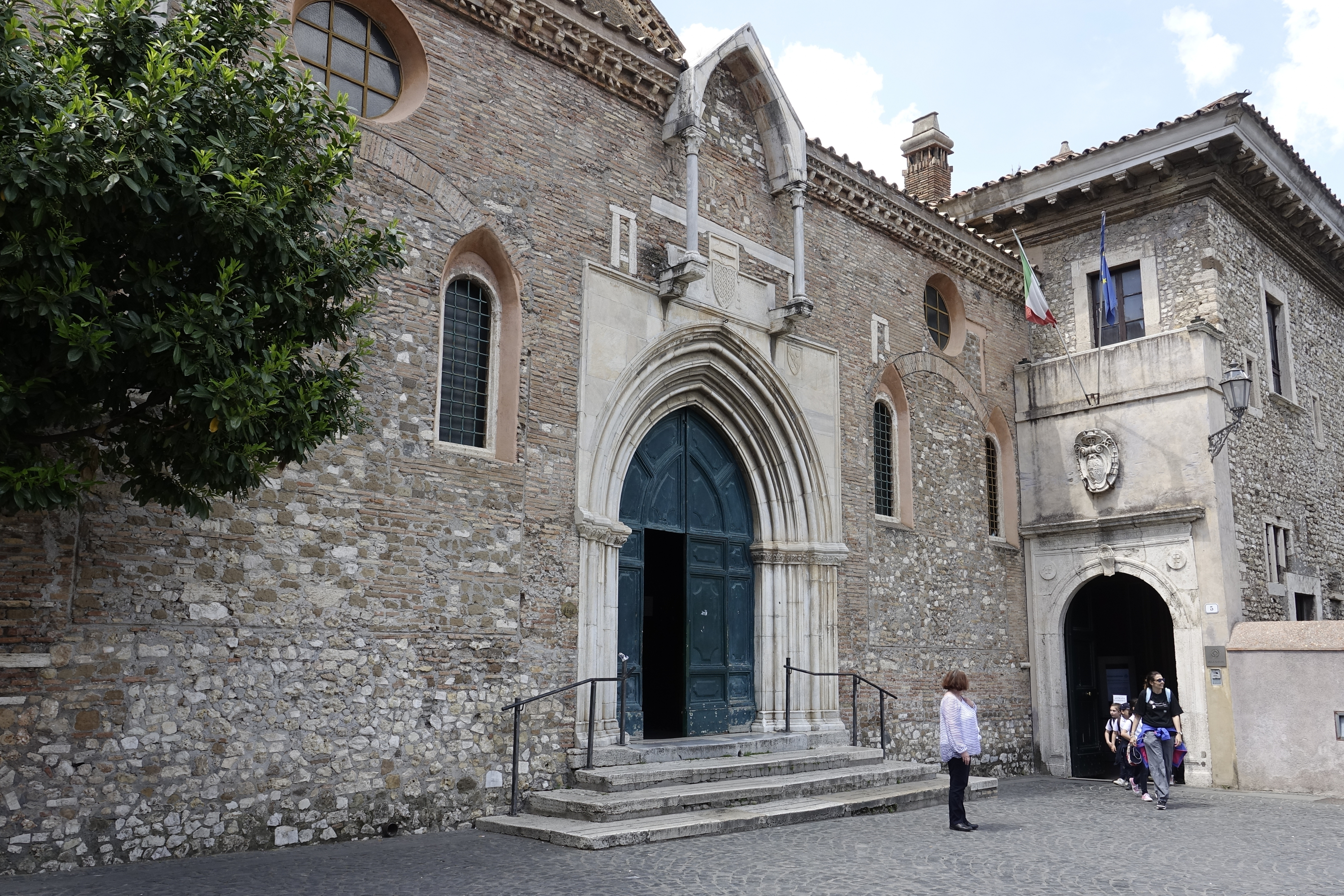
L'entrée de la villa d'Este.
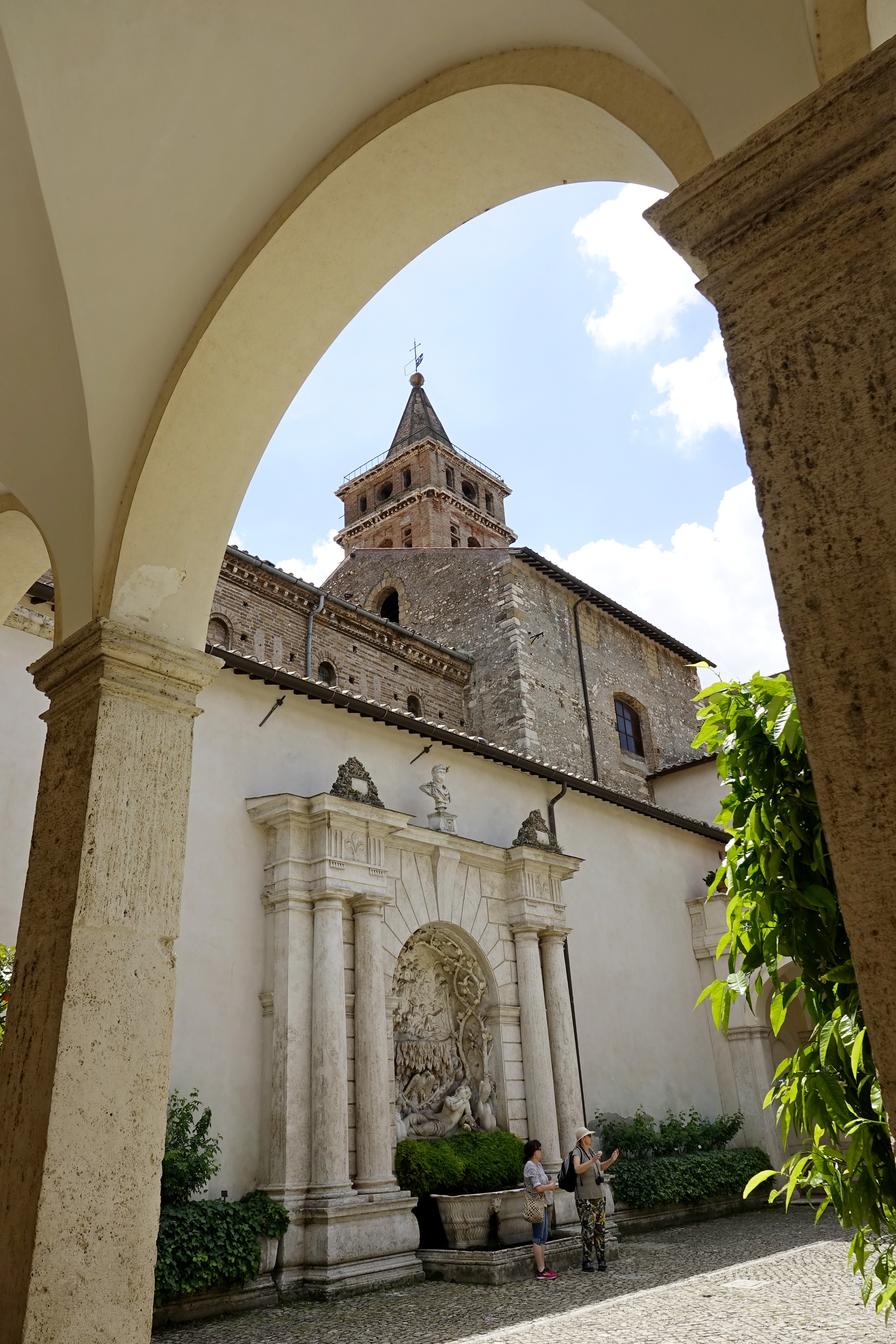
Cour intérieure de villa d'Este.
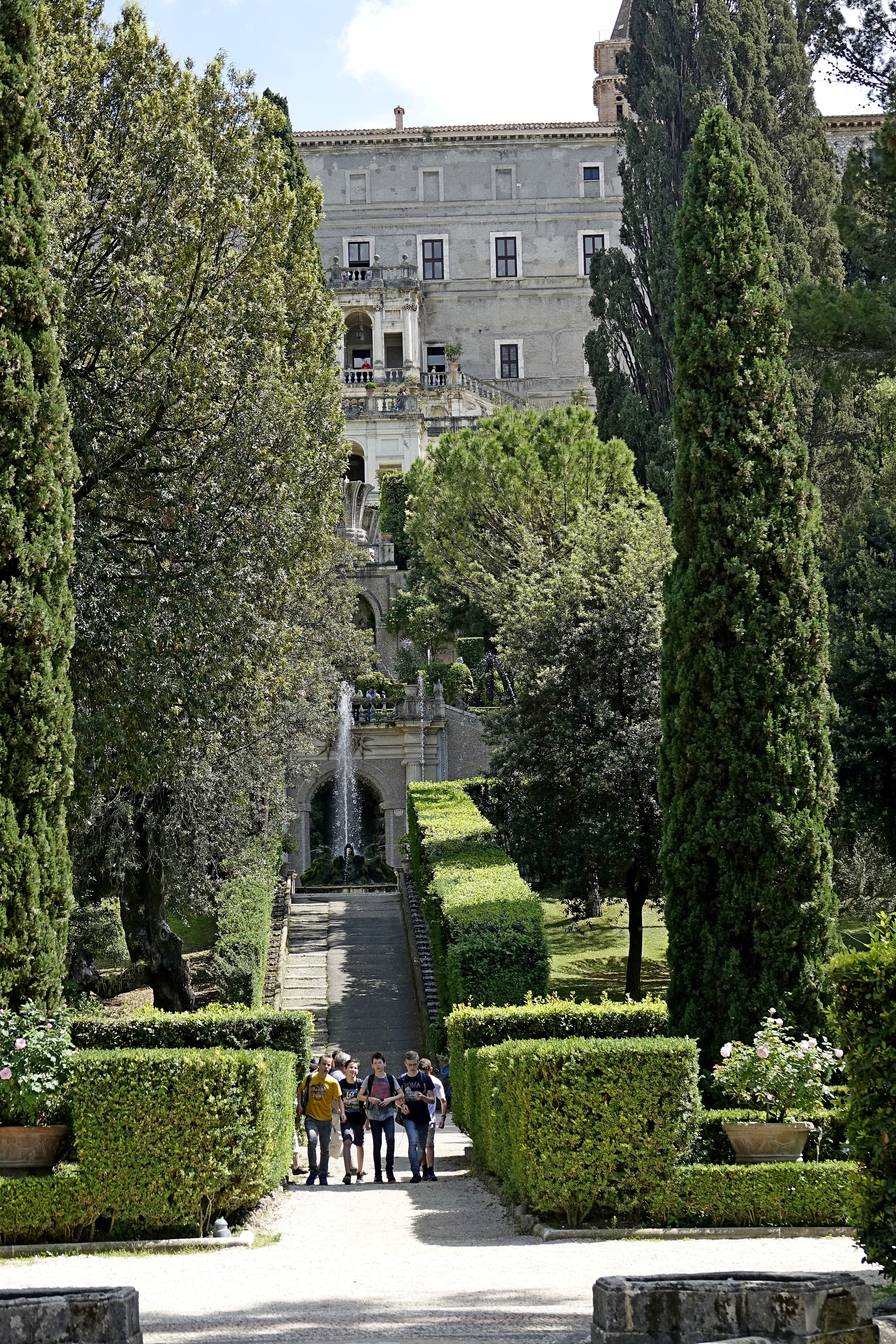
La villa d'Este vue des jardins situés en contrebas.
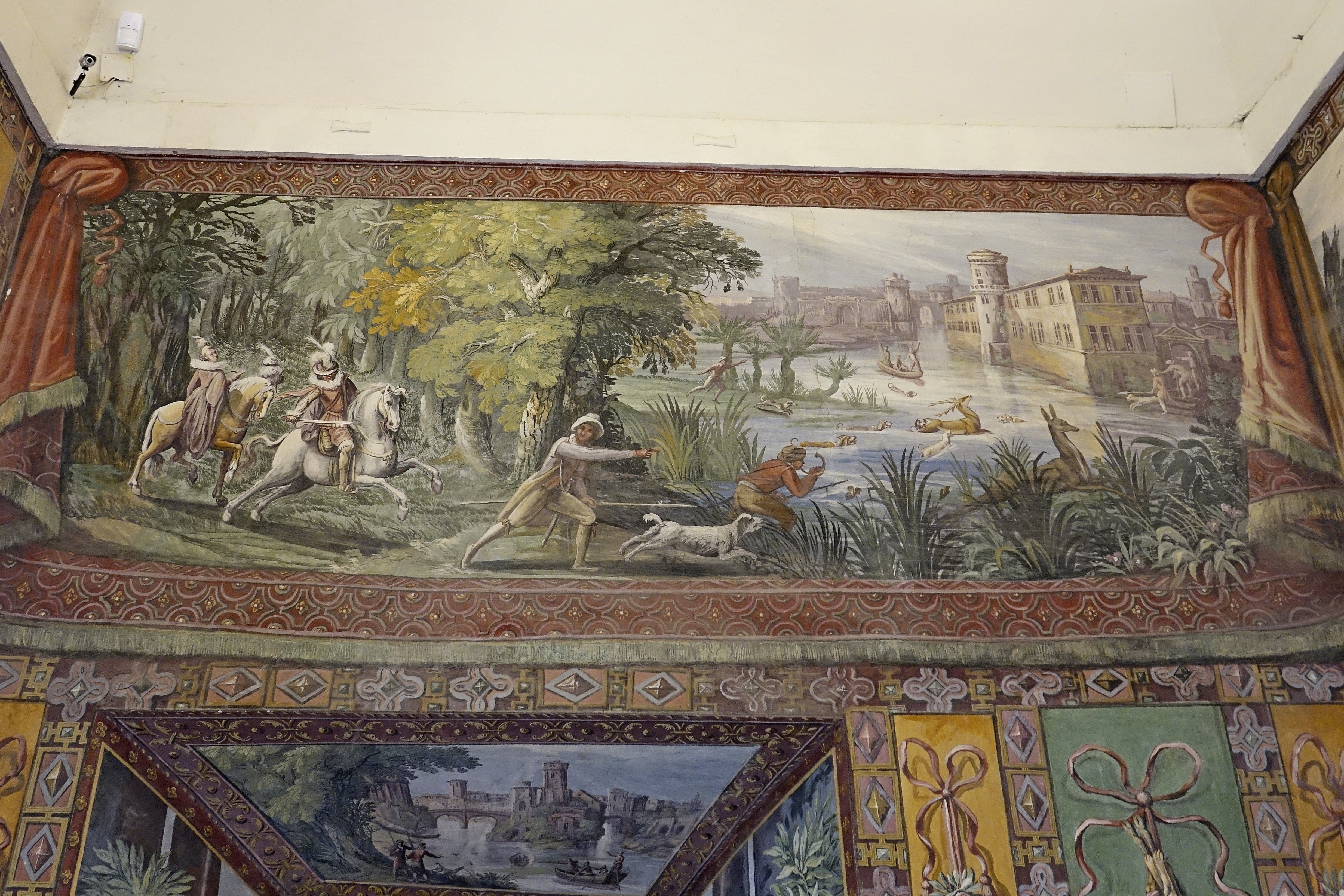
Décorations de la villa.
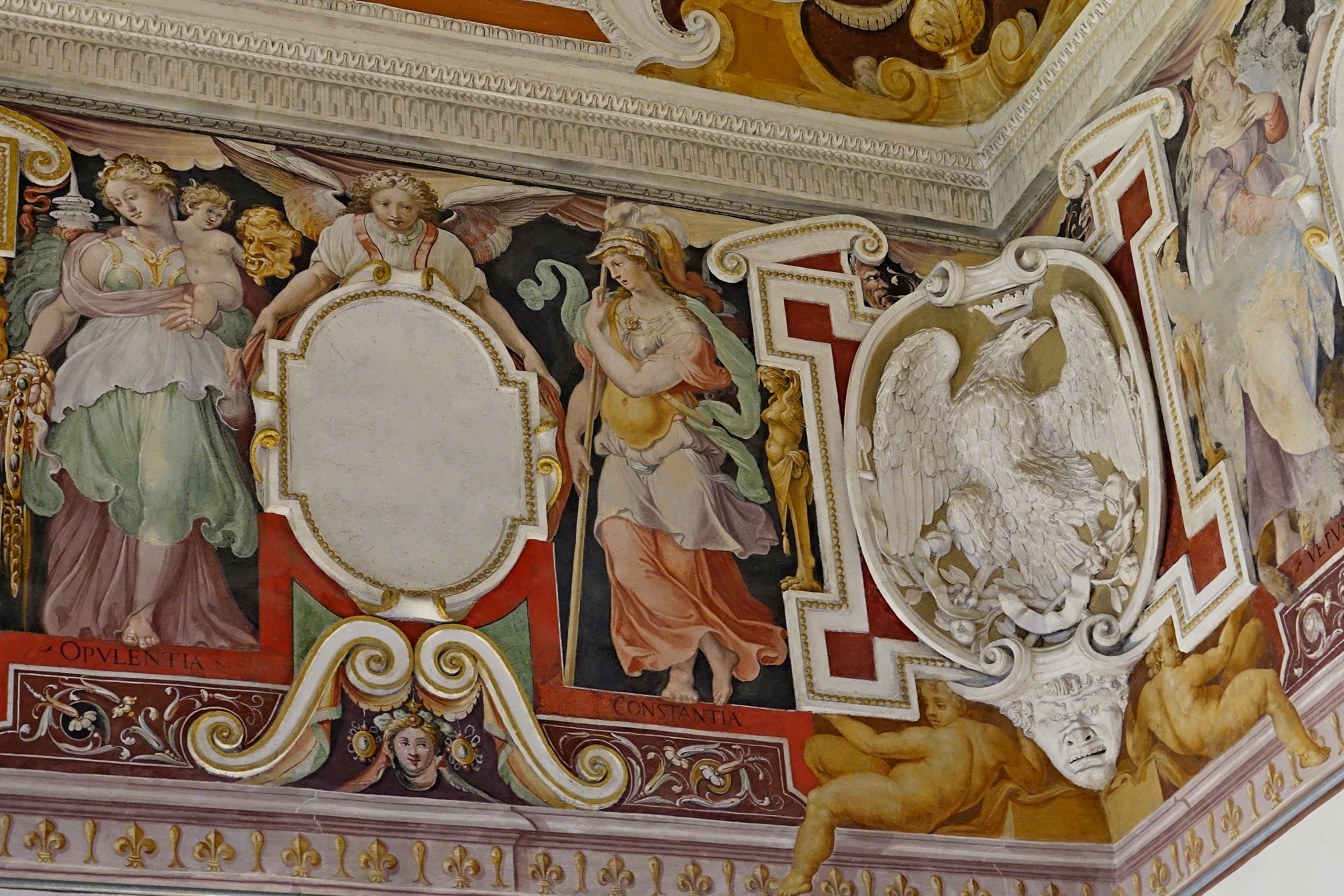
Le salon du cardinal d'Este.

Les soubassements de la villa d'Este accueillent le musée didactique du livre ancien, consacré à l'étude et à la conservation des livres anciens.

### Jardin de fontaines
L'architecte Pirro Ligorio conçoit les jardins de la villa, secondé par Tommaso Chiruchi de Bologne, un des plus éminents ingénieurs hydrauliciens du XVIe siècle (ayant travaillé sur les fontaines de la villa Lante). À la villa d'Este, il est assisté, pour la conception technique des fontaines, par un Français, Claude Venard, un constructeur expérimenté d'orgues hydrauliques.
Le réseau hydraulique de toutes ces fontaines ne fonctionne que par gravité, aucun « mécanisme » à proprement parler n'étant présent. 

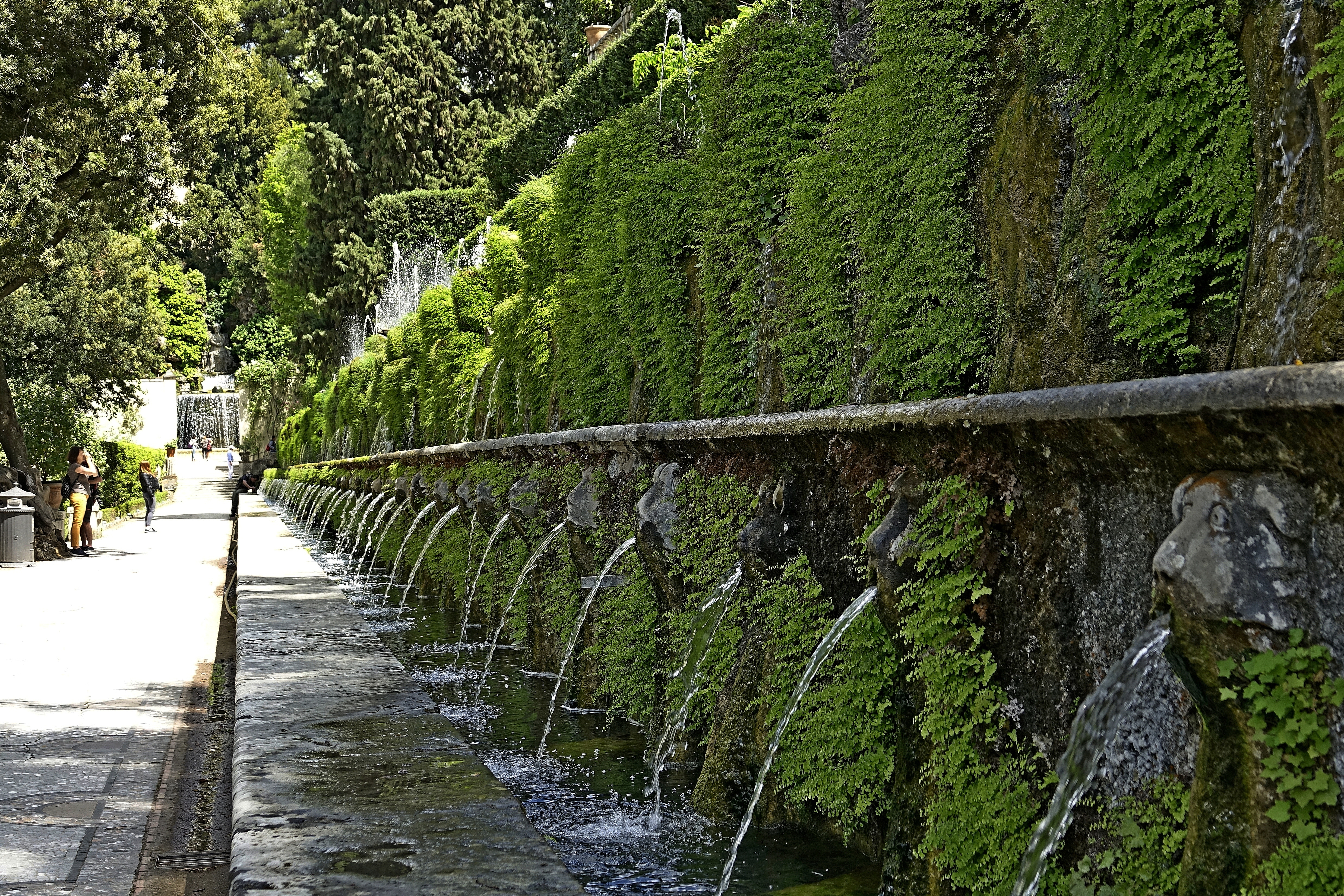
Allée des cent fontaines
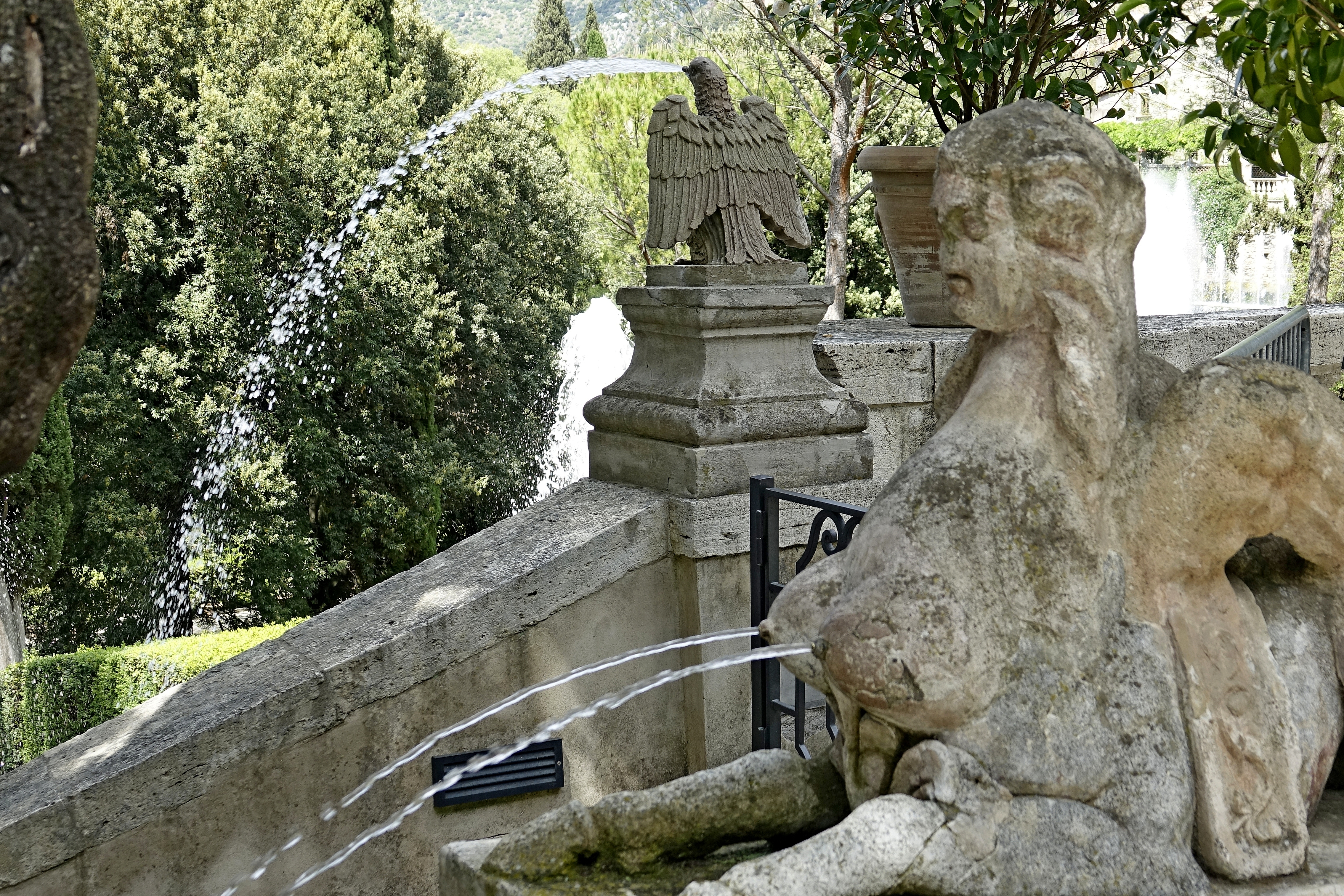
Escalier reliant la villa aux jardins.
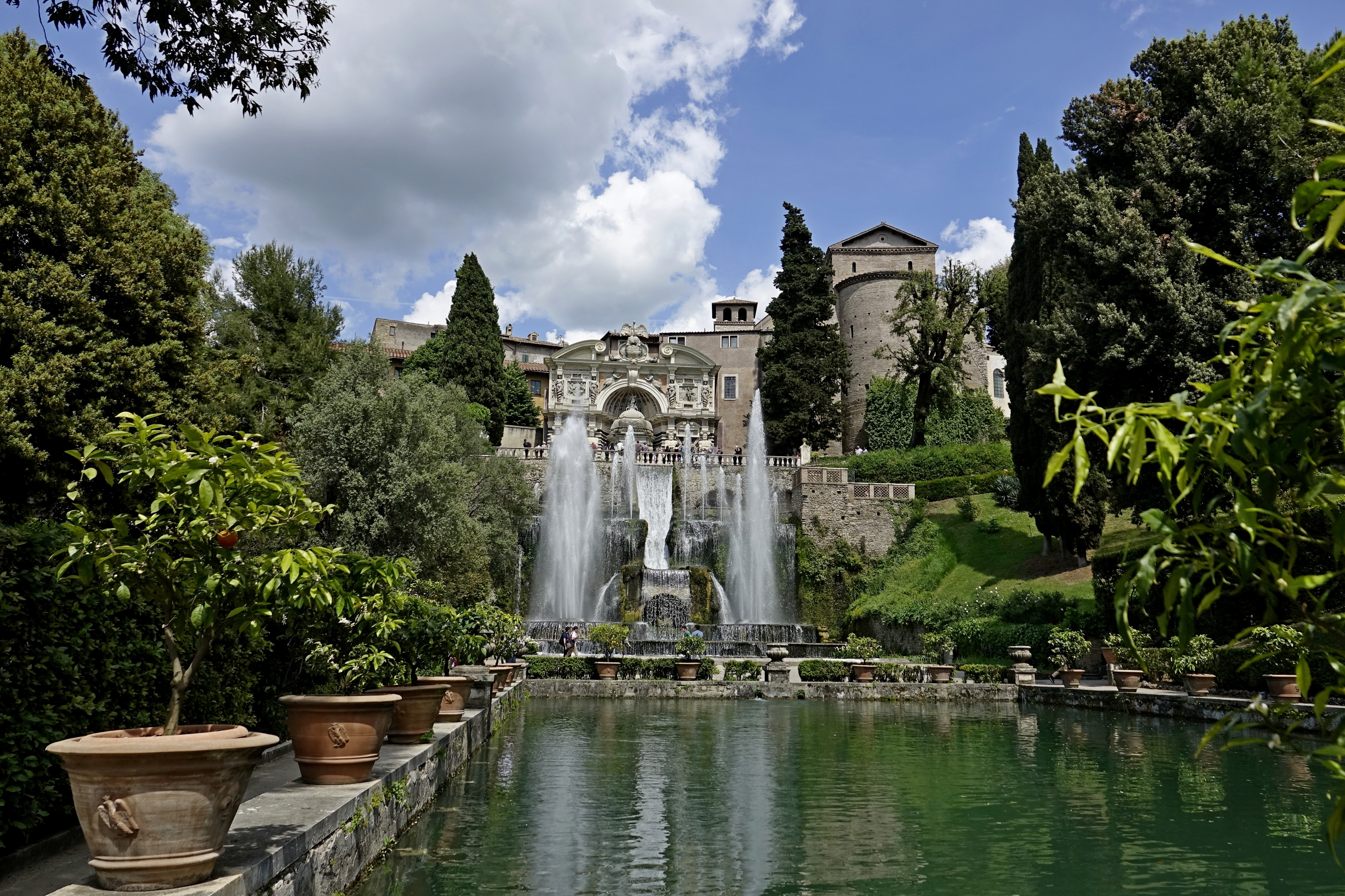
Les viviers et la fontaine de l'orgue.
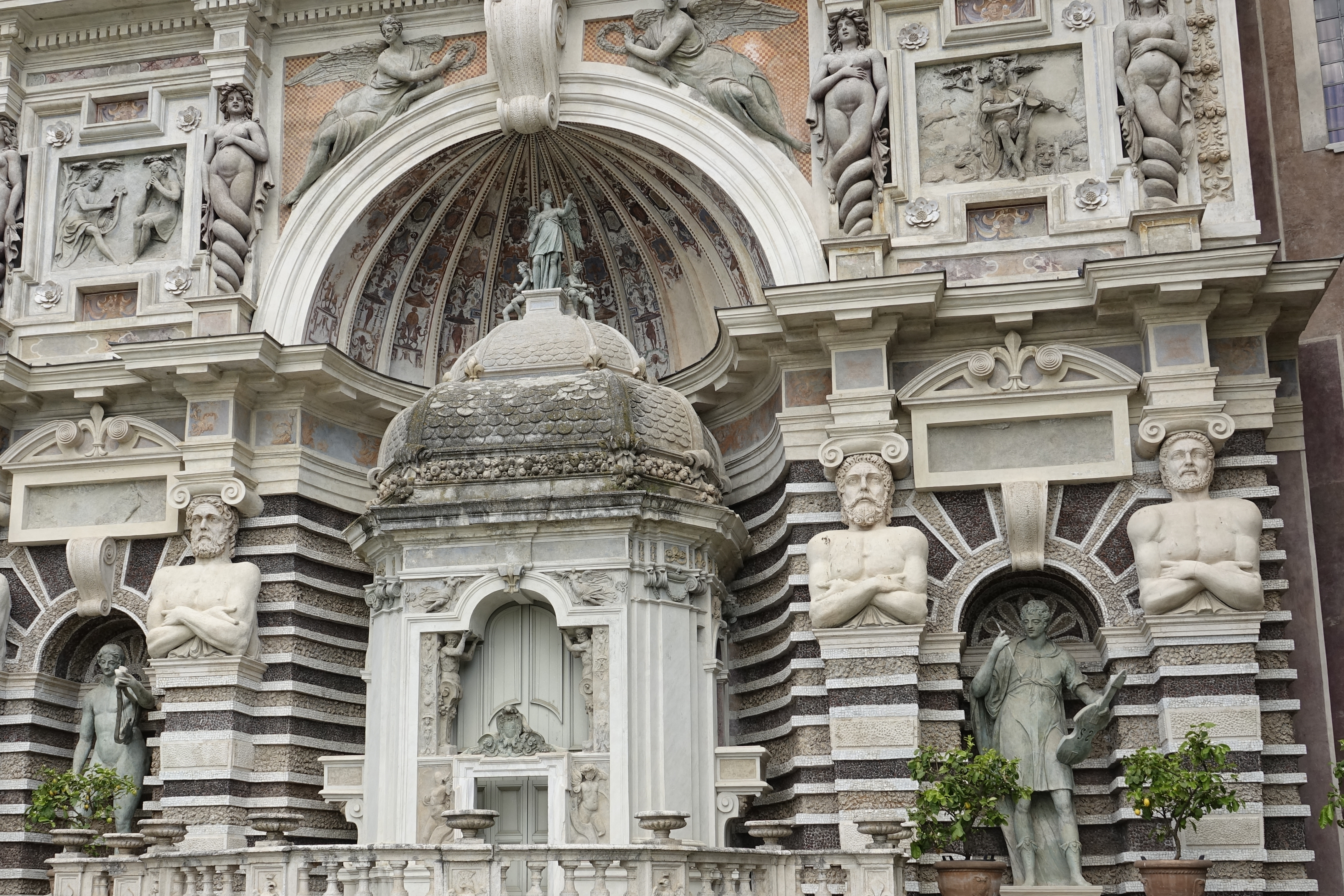
Cœur de la fontaine de l'orgue abritant un mécanisme d'orgue hydraulique construit par Luc Leclercq en 1611.
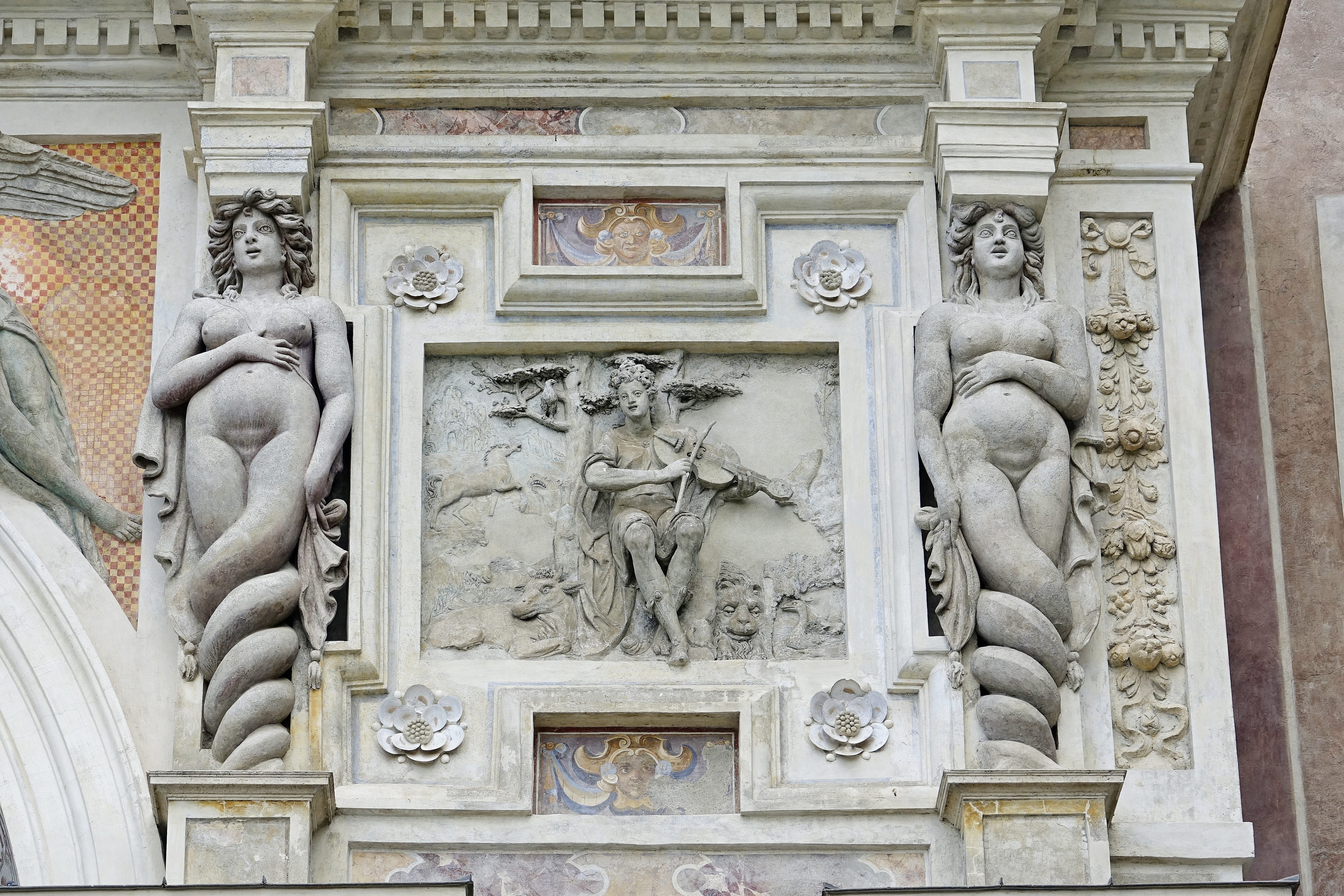
Fontaine de l'orgue.
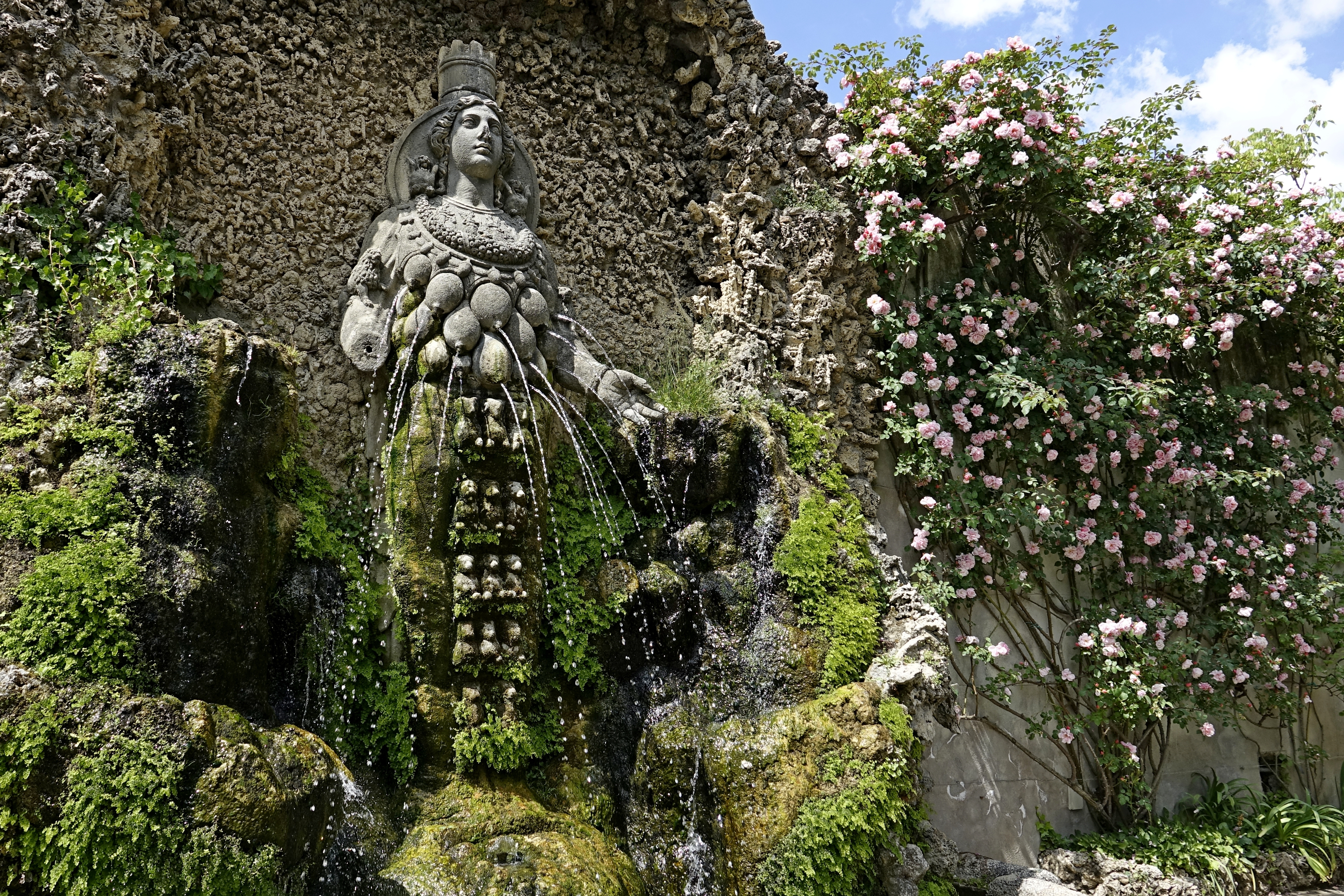
Fontaine de Diane d'Ephèse.
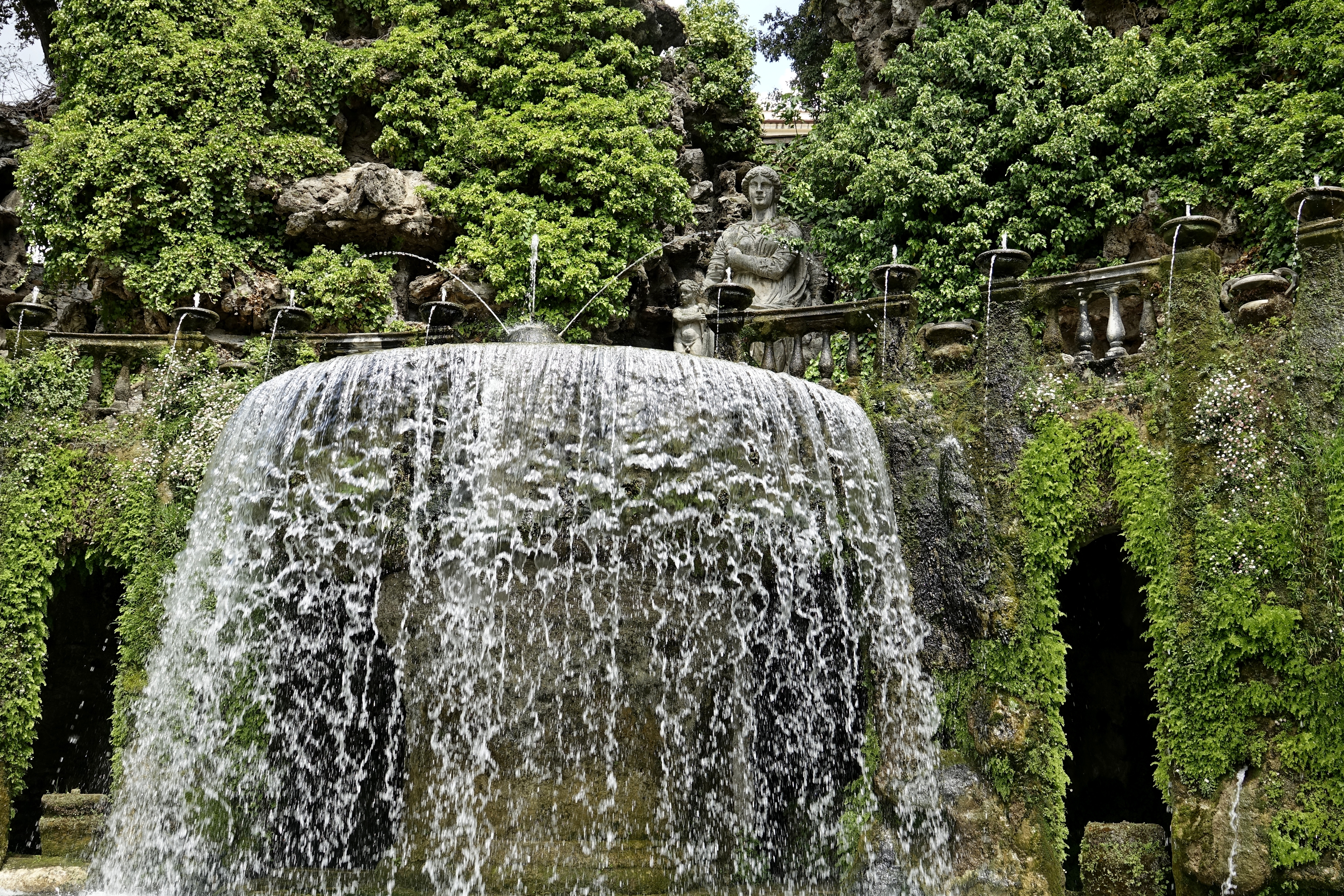
Fontaine de l'ovale, dessinée par Pirro Ligorio.